# Hyde-Forster-McCarthy-Berry-Syndrom
Das Hyde-Forster-McCarthy-Berry-Syndrom ist eine sehr seltene  angeborene, zu den Syndromalen X-chromosomalen mentalen Retardierungen zählende Erkrankung mit den Hauptmerkmalen schwere Geistige Behinderung, Brachyzephalie, Plagiozephalie (Veränderungen der Schädelform) und grobe Gesichtszüge.
Synonyme sind: Geistige Retardierung, X-chromosomale – Plagiozephalie; englisch Mental retardation, X-linked, with craniofacial dysmorphism; Mental retardation, X-linked, Hyde-Forster type
Die Bezeichnung bezieht sich auf die Autoren der Erstbeschreibung aus dem Jahre 1992 durch den englischen Pädiater I. Hyde-Forster und Mitarbeiter.

## Verbreitung
Die Häufigkeit wird mit unter 1 zu 1.000.000 angegeben, bislang wurde erst eine Familie beschrieben. Die Vererbung erfolgt X-chromosomal-rezessiv.

## Klinische Erscheinungen
Klinische Kriterien sind:
- schwere geistige Behinderung
- Gesichtsdysmorphie mit Brachyzephalie, Plagiozephalie, prominenter Stirn und vergröberten Gesichtszügen
- bei weiblichen Überträgern mäßige Intelligenzminderung ohne Gesichtsauffälligkeiten.